# Athpare
L'athpare (ou athpahariya, athpariya) est une langue tibéto-birmane parlée dans le Népal oriental.

## Répartition géographique
L'athpare est parlé à Dhankuta et dans une commune proche, dans le district de Dhankuta, rattaché à la zone de Koshi.

## Classification interne
L'athpare est une des langues kiranti, un sous-groupe des langues himalayennes de la famille tibéto-birmane. 

## Sources
- (en) Govinda Bahadur Tumbahang, 2012, Verbal suffixes in Athpahariya, Nepalese Linguistics 27, p. 229-232.